# Waza (ciudad)
Waza es una comuna camerunesa perteneciente al departamento de Logone-et-Chari de la región del Extremo Norte.
En 2005 tenía 15 013 habitantes, de los que 5646 vivían en la capital comunal homónima.
Se ubica junto a la frontera con el estado nigeriano de Borno, a medio camino entre Maroua y Yamena sobre la carretera N1. El parque nacional de Waza se ubica en el territorio de esta comuna.

## Localidades
Comprende, además de la ciudad de Waza, las siguientes localidades:
- Alapitari
- Am Chédiré
- Am Talia
- Andirni
- Babadoum
- Bélé
- Bourmagwé
- Dagueum
- Diéguéré
- Divel
- Djaména
- Doudou-Ndiyam
- Dougoumbra
- Eroua Gana
- Garlé
- Garou
- Gharaf
- Goulou-Abadam
- Gouloundouma
- Gourpé
- Kané Kané
- Kaousseïn
- Karakwy
- Kébé
- Keungueu
- Khoudouba
- Khouloum-Dma
- Khouzoummé
- Khwaya
- Kidjimé
- Kizoum
- Lareski
- Lougouma
- Mada
- Madaoueha
- Ma'é
- Marona
- Mazgueu
- Mbagué
- Mbardi
- Milam
- Mouzgoum
- Mzhli
- Ndereya
- Ndiguina
- Ngamé
- Nguermé Gana
- Ngueurmé
- Nmdaga
- Nyiwadji
- Salra
- Sifna
- Tchidi
- Tsi
- Twam-Pram
- Zayla
- Zigagué
- Zigué
- Zina
- OOOMAGA